# Fujiwara no Maro
Fujiwara no Maro (japanski 藤原 麻呂, ふじわらのまろ) (9. godina carice Jitō/695. – 13. dan 8. mjesec 9. godine Tenpyōa/17. kolovoza 737.) je bio japanski političar, državnik i dvorjanin na japanskom dvoru u razdoblju Nari. Osnovao je ogranak klana Fujiware Kyōke.
Sin je poznatog moćnika Fujiware no Fuhita. Mati mu je bila Ioe no Iratsume koje je prije bila suprugom cara Temmua. Fujiwara no Maro je imao trojicu braće: Fujiwaru no Muchimara, Fujiwaru no Fusasakija (681. – 737.), Fujiwaru no Umakaija. Svi su bili osnivačima ogranaka klana Fujiware. Imao je četiri polusestre, kojima je zajednički roditelj bio njihov otac. Jedna je postala Miyako, supruga cara Mommua, a koja je rodila cara Shōmua. Jedna je postala carica njegova unuka Shōmua, carica Kōmyō. Među djecom koju je imao Fujiwara no Maro ističe se Fujiwara no Hamanari, plemić i pjesnik.
U svezi s time je što je za vrijeme carevanja cara Shōmua obnašao je dužnost ministra  (sakyō no dayūa).
Umro je kad je imao 43 godine. za vrijeme epidemije velikih boginja koja je pokosila i njegovu trojicu braće.